# Iostat

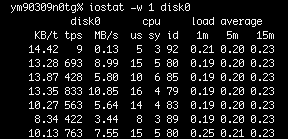
iostat на Apple MacBook Pro з Mac OS X та одним жорстким диском

iostat (англ. input/output statistics - статистика вводу/виводу) - це системний монітор що використовується  для збирання та показу статистики вводу та виводу з пристроїв зберігання. Часто використовується для виявлення проблем з продуктивністю в пристроях зберігання, включаючи локальні диски чи віддалені диски що працюють через мережеву файлову систему таку як NFS. Також може використовуватись для отримання інформації про те як працює термінал комп’ютера (TTY).

## Використання

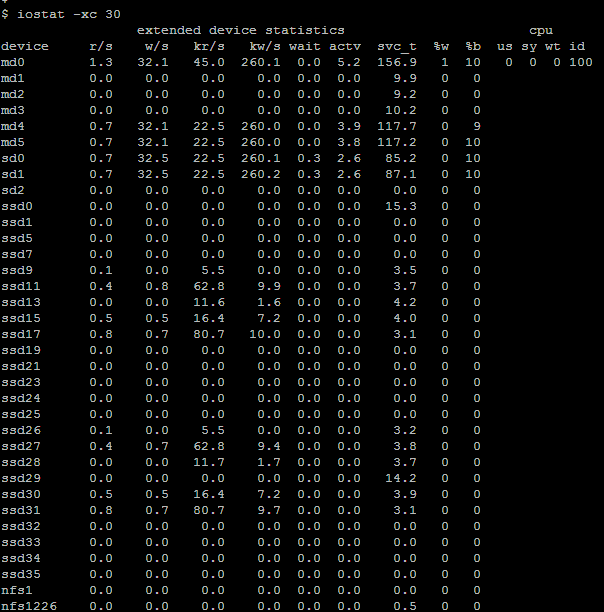
На Solaris 10 з багатьма приєднаними пристроями вводу/виводу

Команда iostat -x створює звіт в якому кожен рядок дає чисельні дані для одного пристрою. Перша колонка містить назву пристрою, а наступні дають різні статистики для того пристрою. Колонки включають середній час сервісу (svc_t, що включає не лише час, протягом якого запит знаходиться в черзі обслуговування, але й час руху головки та передачі ), середній відсоток зайнятості (%b, пропорція часу протягом якого пристрій використовувався), та відсоток часу протягом якого черга не була порожньою (%w, означає пропорцію часу в якому ще були не виконані запити від системи).
Найкраще запускати iostat задаючи часовий інтервал в секундах (наприклад iostat -x 30) щоб побачити результати протягом часу. Це тому що інакше вивід відображатиме статистику протягом всього часу роботи системи від останнього перезавантаження.
iostat доступний на більшості UNIX та подібних операційних систем, таких як FreeBSD, Linux, та Solaris. Синтаксис та вивід iostat можуть трохи відрізнятись на різних системах.

## Результат роботи команди
Sun Microsystems стверджували що високі значення в полях wait та svc_t показує нестачу пропускної здатності системи, і вказує що "система перевантажена операціями вводу/виводу". Високі значення в полях kr/s, kw/s, %w та %b також вказують на "можливе вузьке місце вводу/виводу".

Також рекомендують не зважати на високі значення в полі svc_t для дисків що мають низький рівень активності (менше 5%). Це тому що процес fsflush може збільшувати середній час сервісу при синхронізації даних на диску з тими даними що знаходяться в пам’яті.
Для систем в яких використовується менеджер логічних дисків, наприклад такий як Veritas Volume Manager, iostat не показує інформацію про окремі томи на кожному диску. Замість цього можна використовувати команду vxstat, яка надасть таку інформацію.

## Зноски
1. 1 2 3 4  Solaris System Performance Management (вид. D.2), Sun Microsystems Enterprise Services, 2002, с. 2-10
2. 1 2 3  Cromar, Scott (11 жовтня 2008), Solaris Troubleshooting Handbook, ISBN 1463512414, архів оригіналу за 12 березня 2015, процитовано 18 серпня 2014
3. ↑  Burleson, Donald K. (2002), Oracle9i UNIX administration handbook, McGraw-Hill, с. 320, ISBN 978-0072223040